# Dicranum crassifolium
Dicranum crassifolium là một loài rêu trong họ Dicranaceae. Loài này được Sérgio, Ochyra & Seneca mô tả khoa học đầu tiên năm 1995.